# Luigi Querena
Pour les articles homonymes, voir Querena.
Luigi Querena, né à Venise le 30 mai 1824 et mort dans la même ville le 3 avril 1887, est un peintre  italien.

## Biographie
Luigi Querena naît à Venise. En suivant les traces de son père Lattanzio, peintre d'œuvres historiques et religieuses, Luigi s'inscrit à l'Académie des Beaux-Arts de Venise à l'âge de 12 ans. Il étudie sous la direction de Federico Moja et se distingue en tant que peintre vedute. Le critique d'art contemporain Sagredo a dit que Luigi faisait revivre Canaletto.
Il participe au soulèvement contre la domination autrichienne en 1848, et commence à peindre en 1850 sur une série de huit œuvres représentant la résistance héroïque de Venise contre les autrichiens
Celles-ci ont été combinées également dans les années suivantes avec des vues de la lagune et des monuments vénitiens, incluant parfois des scènes tirées de la littérature ou de la vie contemporaine. Participant régulièrement aux expositions de l'Académie des beaux-arts de Venise, dont il devient membre d'honneur en 1857, il présente également des œuvres aux expositions de la l'Académie de Brera à Milan, la Société Promotrice di Belle Arti de Gênes et aux expositions nationales de Naples (1877), Turin (1880) et de Milan (1881).

## Gallerie

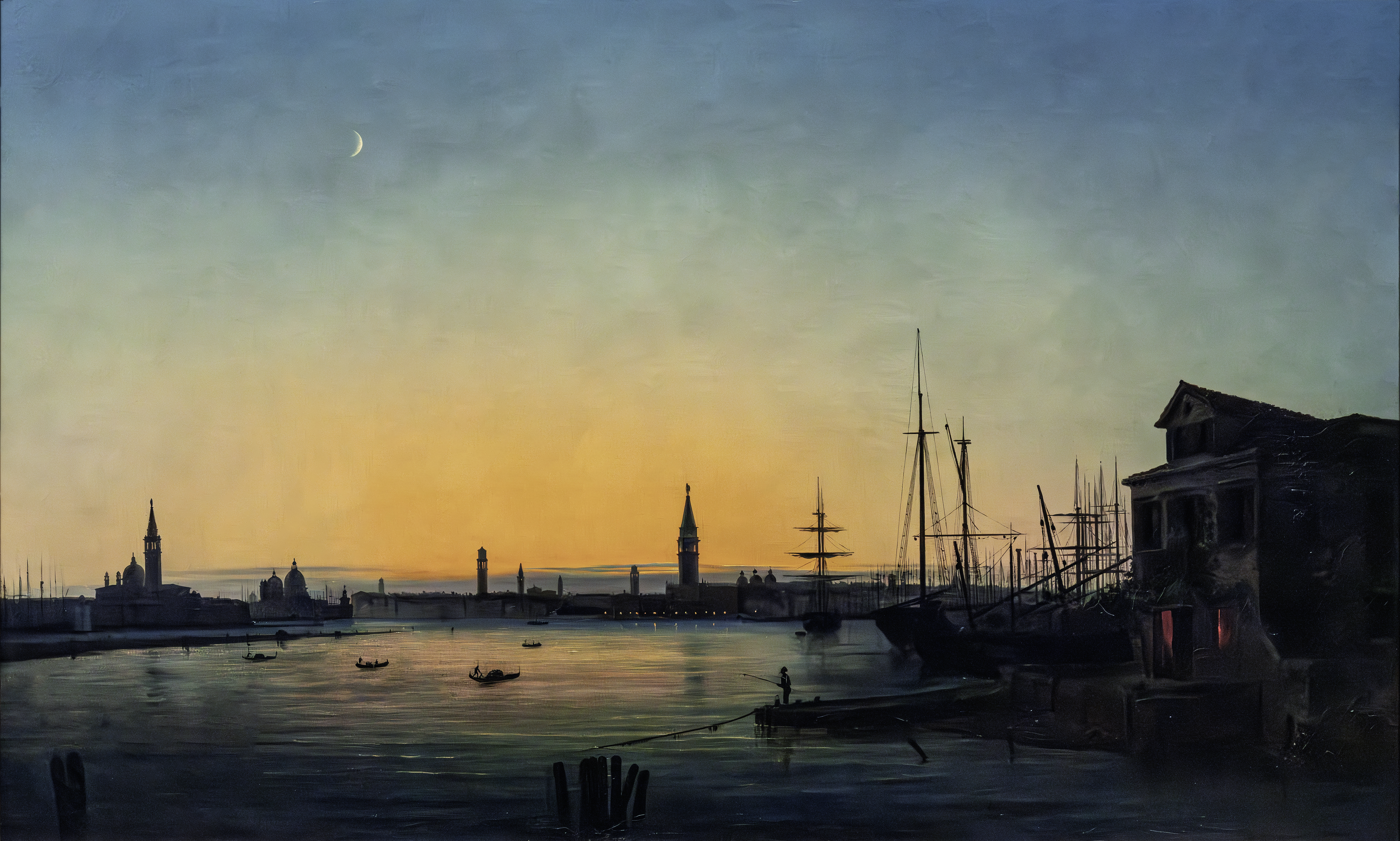
Vue nocturne de Venise depuis les jardins, 1854, Trévise Museo civico Luigi Bailo
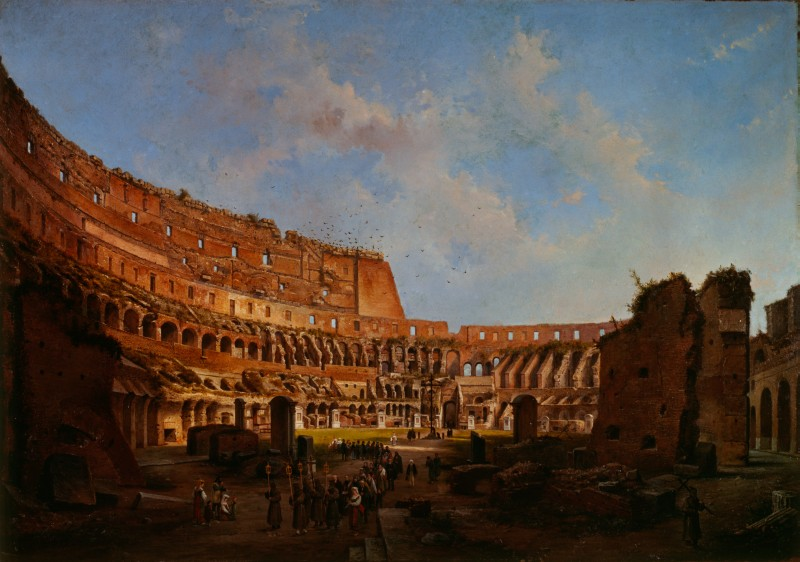
Procession all'interno del Colosseo, 1870 (collections d'Art de la Fondazione Cariplo)